# 张敬华 (1962年)
张敬华（1962年7月—），男，汉族，江苏姜堰人，中华人民共和国政治人物。南京大学经济管理专业毕业，大学本科学历，经济学学士学位。曾任中共江苏省委常委、副书记，中国共产党第十九届中央委员会候补委员。

## 仕途
1962年7月，张敬华出生在江苏省泰县（今姜堰区）。1981年9月，张敬华进入南京大学经济系经济管理专业学习。1985年6月，加入中国共产党。1985年8月，大学毕业后任国家计委综合司干部。1986年7月，任中央机关讲师团赴河北省滦县支队队员。
1987年10月，进入江苏省计划与经济委员会，任综合处科员、副科长。1993年4月，任综合处科长。1994年3月，任综合处副处长。1996年10月，任江苏省生产调度办公室副主任（正处级）。2000年12月，任江苏省安全生产监督管理局临时负责人。2001年6月，任江苏省经济贸易委员会副主任、党组成员兼江苏省安全生产监督管理局局长（2003年6月不再兼任）。2004年1月，任江苏省国有资产监督管理委员会副主任。2006年1月，任江苏省人民政府副秘书长。
2008年3月，任江苏省环境保护厅厅长、党组书记。2009年7月，任中共徐州市委副书记、代市长。2010年1月，当选徐州市人民政府市长。2012年4月，任中共镇江市委书记。2012年6月，当选镇江市人大常委会主任。2013年3月，任江苏省人民政府党组成员、秘书长。2016年3月，任江苏省人民政府副省长，晋升为副部级。
2017年7月17日，任中共江苏省委常委、南京市委书记，兼任江北新区党工委书记。2017年10月24日，在中国共产党第十九次全国代表大会上当选为中国共产党第十九届中央委员会候补委员。2019年4月9日，张敬华率领南京市党政代表团前往杭州市考察学习，并举行了两市工作交流座谈会。接待他们的时任中共杭州市委书记是周江勇（2021年8月落马）。
2021年2月19日，升任中共江苏省委副书记，并不再担任中共南京市委书记。2021年11月19日，由张义珍跨省接任其中共江苏省委副书记一职。随后转任江苏省政协党组副书记。

## 落马
2021年12月1日，因涉嫌严重违纪违法，接受中央纪委国家监委纪律审查和监察调查，成为首个落马的十九届中央候补委员，也是继王武龙、杨卫泽、季建业、缪瑞林后，2000年来南京第五位倒台的党政一把手。2022年5月31日，中央纪委国家监委决定给予其开除党籍、开除公职处分。终止江苏省第十四次党代会代表资格；收缴违纪违法所得；将涉嫌犯罪问题移送检察机关依法审查起诉，所涉财物一并移送。给予其开除党籍的处分，待召开中央委员会全体会议时予以追认。2022年6月20日，最高人民检察院依法以涉嫌受贿罪对张敬华作出逮捕决定。2022年9月29日，湖北省武汉市人民检察院针对张敬华涉嫌受贿一案已向武汉市中级人民法院提起公诉。2022年10月12日，中国共产党第十九届中央委员会第七次全体会议通过了中共中央纪律检查委员会关于张敬华严重违纪违法问题的审查报告，确认中央政治局之前作出的给予张敬华开除党籍处分。
2023年1月9日在央视一套播出的电视专题片《永远吹冲锋号》第三集《铁规矩硬杠杠》中，详细披露了张敬华案的细节。据介绍，张敬华贪图小便宜，始自同学圈朋友圈，呈现由风变腐、风腐一体的特征。2014年，他和一些大学同学建了一个微信群，开始定期聚会。职务最高的张敬华成为了众人的中心，甚至还有远在北京、江西等地的同学专门跑到江苏来参加聚会，一些人表面上是看重“同窗情谊”，实际看重的是张敬华的职权。张敬华后来涉嫌受贿的金额当中，很大一部分和大学同学相关。此后，他利用职务便利帮两个亲戚参与了南京一些重大工程项目，从中也获得巨大利益。这两个亲戚实质上成了张敬华的利益共同体和利益代言人。他到南京任职后，频繁买房卖房、倒房换房，先后涉及四处房产，每一套都通过违纪违规乃至违法手段获利。
2023年7月27日，湖北省武汉市中级人民法院一审公开开庭审理了江苏省委原副书记张敬华受贿一案。湖北省武汉市人民检察院指控其于2008年至2021年利用担任江苏省环境保护厅厅长，徐州市委副书记、市长，镇江市委书记，江苏省政府秘书长，江苏省政府副省长，江苏省委常委、南京市委书记兼南京市江北新区党工委书记，江苏省委副书记等职务上的便利以及职权、地位形成的便利条件，为有关单位和个人在工程承揽、项目开发、职务提拔等方面提供帮助，直接或通过他人非法收受财物，共计折合人民币4984万余元。
2023年11月21日，湖北省武汉市中级人民法院公开宣判江苏省委原副书记张敬华受贿一案，对被告人张敬华以受贿罪判处有期徒刑十四年，并处罚金人民币四百万元；对张敬华受贿犯罪所得及孳息依法予以追缴，上缴国库。